# Aleurodiscus botryosus
Aleurodiscus botryosus är en svampart som beskrevs av Burt 1918. Aleurodiscus botryosus ingår i släktet Aleurodiscus och familjen Stereaceae.   Inga underarter finns listade i Catalogue of Life.

## Bildgalleri

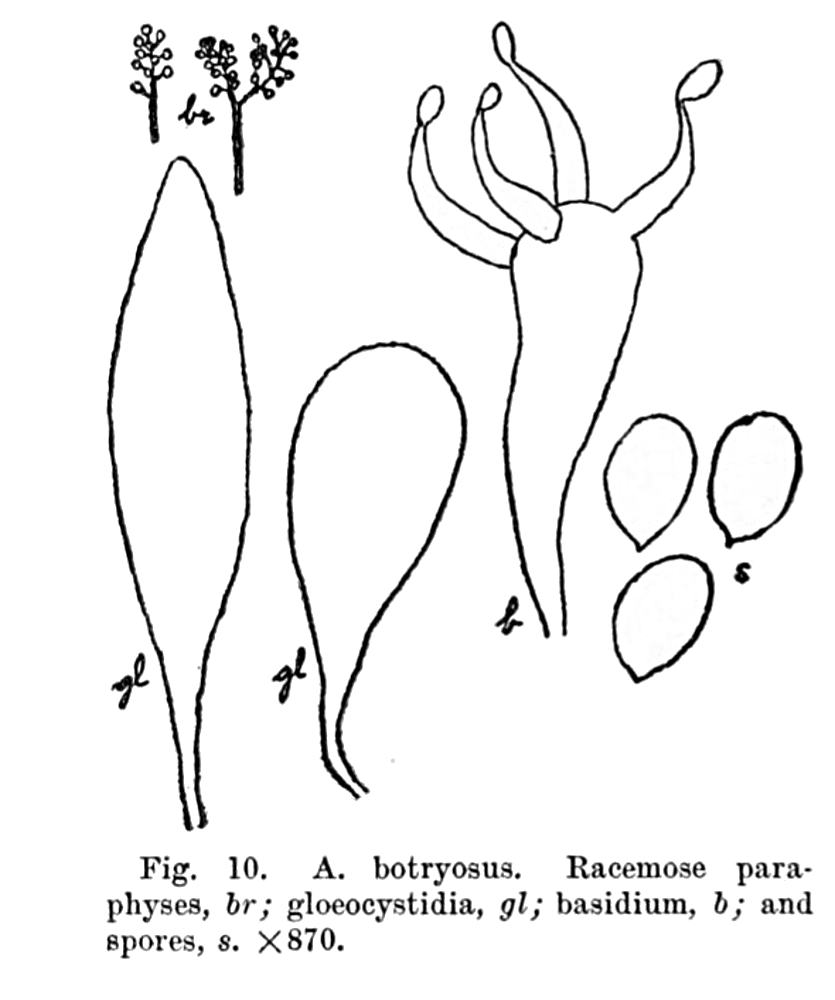